# Quênia nos Jogos Olímpicos de Verão de 2008

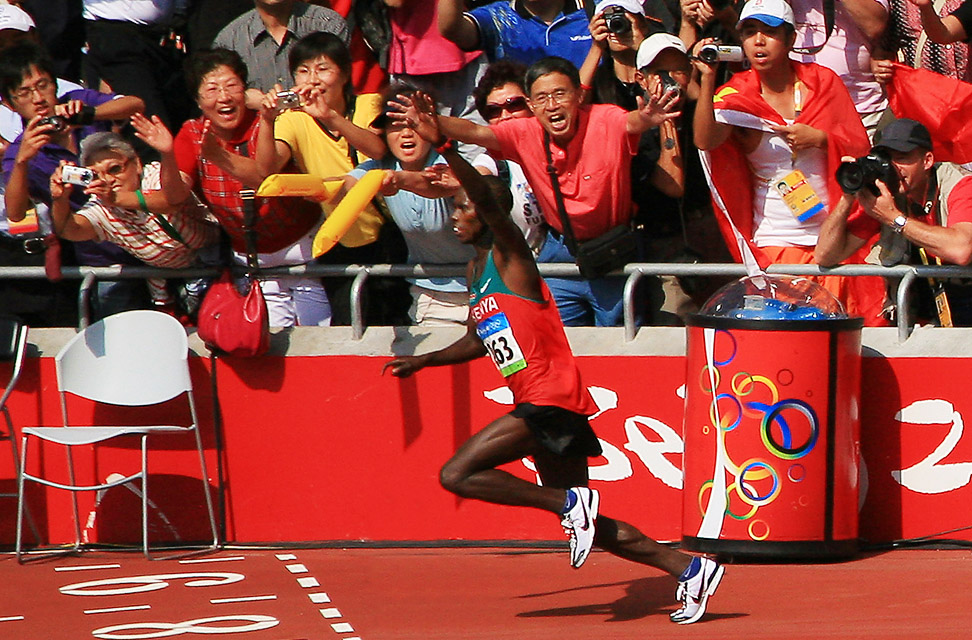
Samuel Wanjiru cruzando a linha de chegada para conquistar a medalha de ouro na maratona.

O Quênia(pt-BR) ou Quénia(pt-PT?) competiu nos Jogos Olímpicos de Verão de 2008, em Pequim, na China.

## Medalhas
| Atleta              | Esporte   | Evento                          | Medalha |
| ------------------- | --------- | ------------------------------- | ------- |
| Pamela Jelimo       | Atletismo | 800 m feminino                  | Ouro    |
| Nancy Lagat         | Atletismo | 1500 m feminino                 | Ouro    |
| Brimin Kipruto      | Atletismo | 3000 m com obstáculos masculino | Ouro    |
| Wilfred Bungei      | Atletismo | 800 m masculino                 | Ouro    |
| Samuel Wanjiru      | Atletismo | Maratona masculina              | Ouro    |
| Asbel Kiprop[a]     | Atletismo | 1500 m masculino                | Ouro    |
| Janeth Jepkosgei    | Atletismo | 800 m feminino                  | Prata   |
| Eunice Jepkorir     | Atletismo | 3000 m com obstáculos feminino  | Prata   |
| Catherine Ndereba   | Atletismo | Maratona feminina               | Prata   |
| Eliud Kipchoge      | Atletismo | 5000 m masculino                | Prata   |
| Alfred Kirwa Yego   | Atletismo | 800 m masculino                 | Bronze  |
| Edwin Cheruiyot Soi | Atletismo | 5000 m masculino                | Bronze  |
| Micah Kogo          | Atletismo | 10000 m masculino               | Bronze  |
| Richard Mateelong   | Atletismo | 3000 m com obstáculos masculino | Bronze  |

a  Asbel Kiprop originalmente conquistou a medalha de prata, mas herdou a medalha de ouro em 17 de novembro de 2009, após a desclassificação de Rashid Ramzi, do Bahrein, por doping.

## Desempenho

### Atletismo
Um total de 37 atletas obtiveram classificação para as Olimpíadas.
Masculino
| Atletas              | Evento               | Preliminares | Preliminares | Semifinal   | Semifinal   | Final         | Final             |
| Atletas              | Evento               | Marca        | Posição      | Marca       | Posição     | Marca         | Posição           |
| -------------------- | -------------------- | ------------ | ------------ | ----------- | ----------- | ------------- | ----------------- |
| Vincent Mumo Kiilu   | 400 metros           | 46s79        | 48º          | Não avançou | Não avançou | Não avançou   | Não avançou       |
| Wilfred Bungei       | 800 metros           | 1m44s90      | 1º           | 1m46s23     | 10º         | 1m44s65       | Medalha de ouro   |
| Boaz Kiplagat Lalang | 800 metros           | 1m45s72      | 5º           | 1m45s87     | 7º          | Não avançou   | Não avançou       |
| Alfred Yego          | 800 metros           | 1m46s04      | 13º          | 1m44s73     | 1º          | 1m44s82       | Medalha de bronze |
| Augustine Choge      | 1500 metros          | 3m35s47      | 3º           | 3m37s54     | 8º          | 3m35s50       | 9º                |
| Asbel Kiprop         | 1500 metros          | 3m41s28      | 27º          | 3m37s04     | 1º          | 3m33s11       | [ 1 ]             |
| Nicholas Kemboi      | 1500 metros          | 3m41s56      | 29º          | Não avançou | Não avançou | Não avançou   | Não avançou       |
| Eliud Kipchoge       | 5000 metros          | 13m37s50     | 2º           |             |             | 13m02s80      | Medalha de prata  |
| Thomas Longosiwa     | 5000 metros          | 13m41s30     | 10º          |             |             | 13m31s34      | 12º               |
| Edwin Cheruiyot Soi  | 5000 metros          | 13m46s41     | 16º          |             |             | 13m06s22      | Medalha de bronze |
| Micah Kogo           | 10000 metros         |              |              |             |             | 27m04s11      | Medalha de bronze |
| Moses Ndiema Masai   | 10000 metros         |              |              |             |             | 27m04s11      | 4º                |
| Martin Mathathi      | 10000 metros         |              |              |             |             | 27m08s25      | 7º                |
| Ezekiel Kemboi       | 3000m com obstáculos | 8m17s55      | 4º           |             |             | 8m16s38       | 7º                |
| Brimin Kipruto       | 3000m com obstáculos | 8m23s53      | 16º          |             |             | 8m10s34       | Medalha de ouro   |
| Richard Mateelong    | 3000m com obstáculos | 8m19s87      | 9º           |             |             | 8m11s01       | Medalha de bronze |
| Luke Kibet           | Maratona             |              |              |             |             | Não completou | Não completou     |
| Martin Lel           | Maratona             |              |              |             |             | 2h10m24s      | 5º                |
| Samuel Wanjiru       | Maratona             |              |              |             |             | 2h06m32s      | Medalha de ouro   |
| David Kimutai        | 20km marcha atlética |              |              |             |             | 1h22m21s      | 19º               |

Feminino
| Atletas               | Evento               | Preliminares | Preliminares | Semifinal | Semifinal | Final       | Final            |
| Atletas               | Evento               | Marca        | Posição      | Marca     | Posição   | Marca       | Posição          |
| --------------------- | -------------------- | ------------ | ------------ | --------- | --------- | ----------- | ---------------- |
| Pamela Jelimo         | 800 metros           | 2m03s18      | 30º          | 1m57s31   | 2º        | 1m54s87     | Medalha de ouro  |
| Janeth Jepkosgei      | 800 metros           | 1m59s72      | 5º           | 1m57s28   | 1º        | 1m56s07     | Medalha de prata |
| Irene Jelagat         | 1500 metros          | 4m09s92      | 18º          |           |           | Não avançou | Não avançou      |
| Viola Kibiwott        | 1500 metros          | 4m15s62      | 25º          |           |           | Não avançou | Não avançou      |
| Nancy Lagat           | 1500 metros          | 4m03s02      | 1º           |           |           | 4m00s23     | Medalha de ouro  |
| Vivian Cheruiyot      | 5000 metros          | 14m57s27     | 2º           |           |           | 15m46s32    | 5º               |
| Priscah Jepleting     | 5000 metros          | 14m58s07     | 4º           |           |           | 15m51s78    | 11º              |
| Sylvia Kibet          | 5000 metros          | 15m10s37     | 9º           |           |           | 15m44s96    | 4º               |
| Linet Masai           | 10000 metros         |              |              |           |           | 30m26s50    | 4º               |
| Lucy Wangui           | 10000 metros         |              |              |           |           | 30m39s96    | 7º               |
| Peninah Arusei        | 10000 metros         |              |              |           |           | 31m39s87    | 18º              |
| Ruth Bosibori Nyangau | 3000m com obstáculos | 9m19s75      | 2º           |           |           | 9m17s35     | 6º               |
| Eunice Jepkorir       | 3000m com obstáculos | 9m21s31      | 3º           |           |           | 9m07s41     | Medalha de prata |
| Martha Komu           | Maratona             |              |              |           |           | 2h27m23s    | 5º               |
| Salina Kosgei         | Maratona             |              |              |           |           | 2h29m28s    | 10º              |
| Catherine Ndereba     | Maratona             |              |              |           |           | 2h27m06s    | Medalha de prata |

### Boxe
O Quênia qualificou cinco boxeadores para o torneio olímpico de boxe. Suleiman Bilali foi o único boxeador a qualificar-se no primeiro torneio qualificatório africano. Os outro quatro boxeadores obtiveram suas vagas no segundo torneio qualificatório do continente.
Por motivos de contusão, Nickson Abaka, da categoria meio-médio, acabou desistindo de disputar os Jogos Olímpicos.
| Atleta          | Evento             | Fase de 32                      | Fase de 16             | Quartas                | Semifinais             | Final                  |
| Atleta          | Evento             | Adversário e resultado          | Adversário e resultado | Adversário e resultado | Adversário e resultado | Adversário e resultado |
| --------------- | ------------------ | ------------------------------- | ---------------------- | ---------------------- | ---------------------- | ---------------------- |
| Suleiman Bilali | Peso mosca-ligeiro | DOM W. Méndez Montero D PTS 3:9 | Não avançou            | Não avançou            | Não avançou            | Não avançou            |
| Bernard Ngumba  | Peso mosca         | UZB T. Doniyorov D PTS 1:10     | Não avançou            | Não avançou            | Não avançou            | Não avançou            |
| Nick Okoth      | Peso pena          | MEX A. Santos Reyes D PTS 2:6   | Não avançou            | Não avançou            | Não avançou            | Não avançou            |
| Aziz Ali        | Peso meio-pesado   | TUR B. Muzaffer D PTS 3:8       | Não avançou            | Não avançou            | Não avançou            | Não avançou            |

### Natação
O Quênia levou dois nadadores a Pequim, os irmãos David e Jason Dunford.
Masculino
| Atleta(s)     | Evento          | Eliminatórias | Eliminatórias | Semifinal   | Semifinal   | Final       | Final       |
| Atleta(s)     | Evento          | Tempo         | Posição       | Tempo       | Posição     | Tempo       | Posição     |
| ------------- | --------------- | ------------- | ------------- | ----------- | ----------- | ----------- | ----------- |
| David Dunford | 50 m livre      | 22s29         | 20º           | Não avançou | Não avançou | Não avançou | Não avançou |
| Jason Dunford | 100 m livre     | 49s06         | 24º           | Não avançou | Não avançou | Não avançou | Não avançou |
| Jason Dunford | 100 m borboleta | 51s14 (AF)    | 4º            | 51s33       | 5º          | 51s47       | 5º          |

### Remo
Um único remador queniano qualificou-se para as Olimpíadas.
Masculino
| Atleta         | Evento        | Eliminatórias | Eliminatórias | Repescagem | Repescagem | Quartas | Quartas | Semifinal | Semifinal | Final   | Final                |
| Atleta         | Evento        | Tempo         | Posição       | Tempo      | Posição    | Tempo   | Posição | Tempo     | Posição   | Tempo   | Posição (Pos. final) |
| -------------- | ------------- | ------------- | ------------- | ---------- | ---------- | ------- | ------- | --------- | --------- | ------- | -------------------- |
| Mathew Lidaywa | Skiff simples | 8m16s09       | 6º S E/F      |            |            |         |         | 7m49s17   | 4º FF     | 7m52s59 | 1º (30º)             |

### Taekwondo
Dois taekwondistas quenianos obtiveram classificação as Olimpíadas de 2008.
Masculino
| Atleta          | Evento | Preliminares           | Quartas                | Semifinais             | Repescagem             | Final                  | Posição     |
| Atleta          | Evento | Adversário e resultado | Adversário e resultado | Adversário e resultado | Adversário e resultado | Adversário e resultado | Posição     |
| --------------- | ------ | ---------------------- | ---------------------- | ---------------------- | ---------------------- | ---------------------- | ----------- |
| Dickson Wamwiri | -58kg  | TPE Chu M-Y. D 0-7     | Não avançou            | Não avançou            | Não avançou            | Não avançou            | Não avançou |

Feminino
| Atleta         | Evento | Preliminares           | Quartas                | Semifinais             | Repescagem              | Final                                       | Posição |
| Atleta         | Evento | Adversário e resultado | Adversário e resultado | Adversário e resultado | Adversário e resultado  | Adversário e resultado                      | Posição |
| -------------- | ------ | ---------------------- | ---------------------- | ---------------------- | ----------------------- | ------------------------------------------- | ------- |
| Mildred Alango | -49kg  | CHN Wu J. D 0-7        |                        |                        | SWE H. Zajc V 2-2 (SUP) | Disputa pelo bronze: VEN D. Contreras D 0-1 | 5º      |

Legenda
| Recorde mundial      | Recorde mundial (World record)               |                       | Recorde africano                      | Recorde africano (African) |                                           | Q | Classificado por posição (Qualified) |
| Recorde olímpico     | Recorde olímpico (Olympic record)            | Recorde da América    | Recorde da América (Americas)         | q                          | Classificado por melhor tempo (Qualified) |   |                                      |
| Melhor marca do ano  | Melhor marca do ano (World leading)          | Recorde asiático      | Recorde asiático (Asian)              | DNS                        | Não largou (Did not start)                |   |                                      |
| Recorde nacional     | Recorde nacional (National record)           | Recorde europeu       | Recorde europeu (European)            | DNF                        | Não terminou (Did not finish)             |   |                                      |
| Recorde pessoal      | Recorde pessoal do atleta (Personal best)    | Recorde da Oceania    | Recorde da Oceania (Oceania)          | DSQ / DQ                   | Desclassificado (Disqualified)            |   |                                      |
| Recorde da temporada | Recorde da temporada do atleta (Season best) | Recorde sul-americano | Recorde sul-americano (South America) | NM                         | Sem marca (No mark)                       |   |                                      |

### Remo
| S | Classificado(a) para as semifinais |    |                        | FA | Final A (disputa de medalhas) |  |  | FD | Final D (sem medalhas) |
| Q | Classificado(a) para as quartas    | FB | Final B (sem medalhas) | FE | Final E (sem medalhas)        |  |  |    |                        |
| R | Classificado(a) para a repescagem  | FC | Final C (sem medalhas) | FF | Final F (sem medalhas)        |  |  |    |                        |